# Ligyra herzi
Ligyra herzi är en tvåvingeart som först beskrevs av Josef Aloizievitsch Portschinsky 1891.  Ligyra herzi ingår i släktet Ligyra och familjen svävflugor. Inga underarter finns listade i Catalogue of Life.